# Los Gatos Salvajes
The Wild Cats, renombrados Los Gatos Salvajes, fueron una de las primeras bandas de rock argentinas. Formada en Rosario en 1963 por Ciro Fogliatta, fue una de las primeras bandas que compuso rock en castellano. El álbum Los Gatos Salvajes de 1965, es el primero en incluir la mayoría de los temas de rock en español de autor.[cita requerida] Hasta el momento lo habitual era realizar versiones (covers) en español de los éxitos del rock n’roll estadounidense. No confundir con el grupo mexicano María del Rayo y los Gatos Salvajes el cual es de esa época.
Dos de sus miembros, Litto Nebbia y Ciro Fogliatta, crearían la banda Los Gatos, también fundadora del llamado «rock nacional argentino».

## Historia
Los Wild Cats comenzaron tocando en el Club Francés de Rosario, tras los bailes de Carnaval de 1963. Interpretaban temas de Chuck Berry y Elvis Presley, y realizaron en castellano varios clásicos como "El rock de la cárcel" y "Popotitos", este último en la versión del grupo mexicano Los Teen Tops. En ese año grabaron su único sencillo, "Oye niña" y "Calculadora", con la grabadora Fénix (ex T.K. Records). En agosto de ese mismo año viajaron a Buenos Aires para participar de los recitales organizados por Escala Musical, y tocaron en su programa de televisión. La experiencia se repite durante todos los fines de semana de diciembre de 1963 y enero de 1964. En 1964 se retiró Rojas, y Litto Nebbia ingresó a la banda como cantante, mientras que Eduardo Romero sustituyó a su hermano Guillermo en el bajo. 
A principios de 1965 obtuvieron el primer premio en un concurso de rock realizado en el Club Gimnasia y Esgrima de Rosario, el primero realizado en Argentina. Durante el mes de abril de ese año fueron contratados por la televisión de Buenos Aires, en específico el Canal 13, para tocar en los populares programas de la Escala Musical. En ese momento tradujeron su nombre como Los Gatos Salvajes. Dado que el contrato con Escala Musical implicaba viajar semanalmente a Buenos Aires, algunos de sus miembros deciden apartarse de la banda: Basilio "Turco" Adjaiye reemplaza a Bellini en la batería, mientras que Guillermo Romero vuelve a tocar el bajo en lugar de su hermano Eduardo. El contrato con  Escala Musical se renueva entre noviembre de 1965 y abril de 1966. Durante 1965, además, graban 3 discos sencillo, y un disco doble (dos temas de cada lado). (extended play).
Para la grabación de la canción “La Respuesta” de 1965 se usó la guitarra de Juan Bosco Zabalo, segunda guitarra de Los Iracundos pues la del grupo, que pertenecía a Juan Carlos "Chango" Puebla les había sido robada en el programa Escala Musical.
Ese mismo participan del largometraje Escala Musical, y grabaron un álbum para Music Hall, con el título Los Gatos Salvajes, el cual es considerado uno de los primerísimos trabajos de rock que incluía, en su mayoría, canciones compuestas originalmente en castellano.[cita requerida]. A pesar de eso, el fin del contrato con Escala Musical en el mes de abril lleva a una merma de trabajo, por lo que Romero abandona y es remplazado por Alfredo Toth (bajo). Tras tocar algunas ocasiones más, Los Gatos Salvajes se disuelven a fines de 1966. En enero de 1967 Los Gatos Salvajes tocan en Paraguay, donde son recibidos recibidos muy efusivamente, para sorpresa de los miembros del grupo. Aun así, al volver a Buenos Aires se desbandan definitivamente. 
Inmediatamente después, Fogliatta y Nebbia crearon Los Gatos, una de las bandas más importantes en la historia del Rock argentino, del latino y el Rock en Español.

## Reunión
En 2005 la banda volvió a reunirse para festejar sus 40 años, integrada por Basilio "Turco" Adjaiye, Ciro Fogliatta, Litto Nebbia, Juan Carlos "Chango" Pueblas y Guillermo Romero.

## Integrantes

### Primera formación (1963-1964)
- Teclados: Ciro Fogliatta
- Voz: Rubén Rojas
- Guitarra: Juan Carlos Pueblas, "Chango"
- Batería: Ricardo Bellini
- Bajo: Guillermo Romero

### Segunda formación (1964-1965)
- Teclados: Ciro Fogliatta
- Voz: Litto Nebbia
- Guitarra: Juan Carlos Pueblas, "Chango"
- Batería: Ricardo Bellini
- Bajo: Eduardo Romero

### Tercera formación (1965-1966)
- Teclados: Ciro Fogliatta
- Voz: Litto Nebbia
- Guitarra: Juan Carlos Pueblas,  "Chango"
- Batería: Basilio Adjaiye, "el Turco"
- Bajo: Guillermo Romero

### Cuarta formación (1966-1967)
- Teclados: Ciro Fogliatta
- Voz: Litto Nebbia
- Guitarra: Juan Carlos Pueblas,  "Chango"
- Batería: Basilio Adjaiye, "el Turco"
- Bajo: Alfredo Toth

## Discografía
Álbumes de estudio
- Los Gatos Salvajes, 1965 (reeditado en 2005)

Como backing band de Johnny Tedesco
. 1966: You, Baby. Lado B del simple RCA 31Z976, versión en castellano del clásico de The Turtles. 
Sencillos como The Wild Cats
- "Oye niña / Calculadora", 1963